# Rudolf Erbach

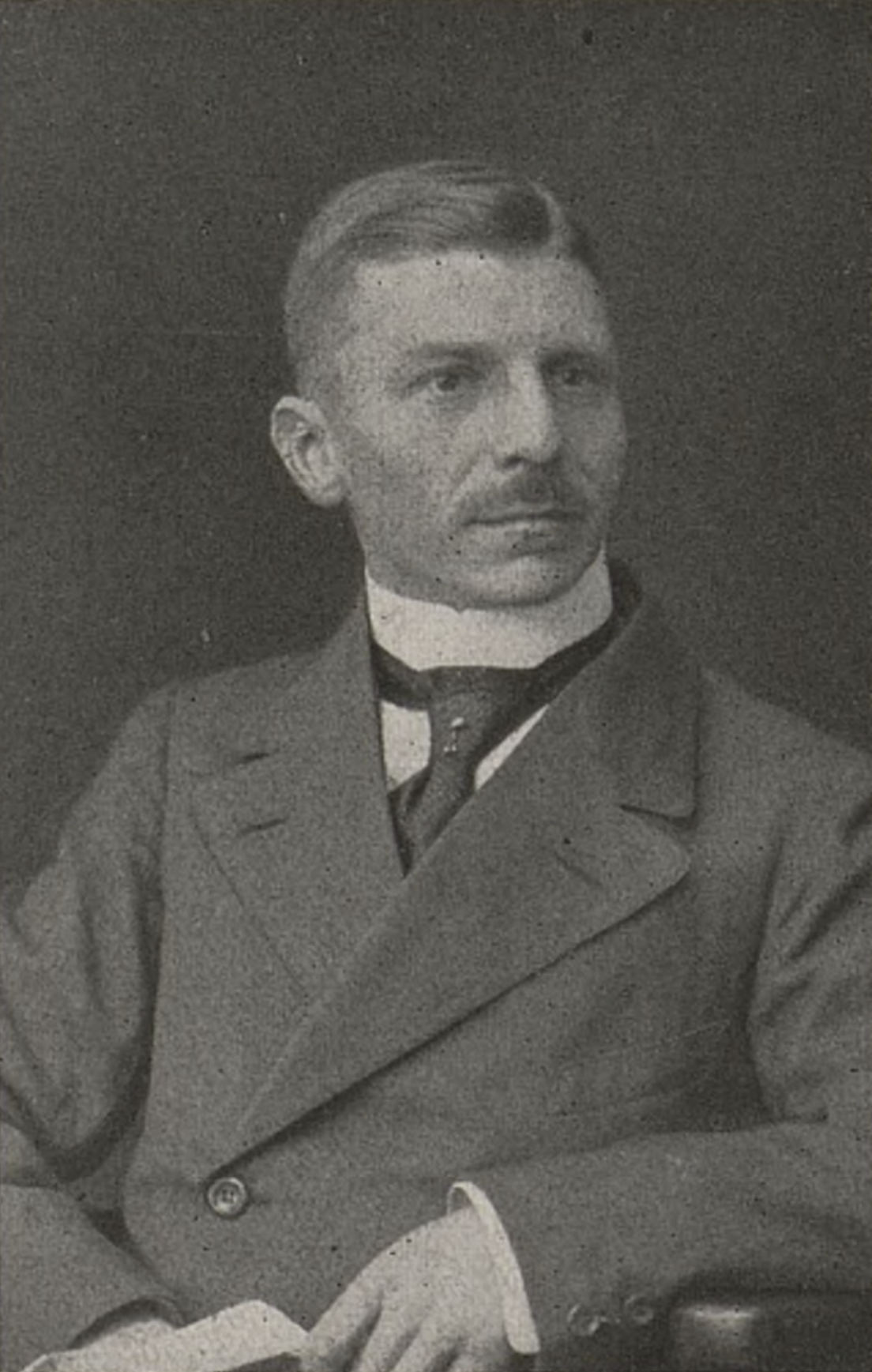
Rudolf Erbach (um 1916)

Rudolf Gustav Erbach (* 23. April 1880 in Benrath; † 10. Dezember 1959 in Düsseldorf) war ein deutscher Ingenieur, Schiffbauer und Hochschullehrer.

## Familie
Landwirt Hermann Wierich Erbach (* 1835; † 1903) und dessen Ehefrau Johanna Bertha Bernsau (* 1844; † 1927), waren die Eheleute evangelischen Glaubens, die Rudolf Gustav 1880 im Haus Niederheid in Benrath bei Düsseldorf als drittes von vier Kinder zur Welt brachten. 
Am 10. Januar 1908 heiratete er Klara Hedwig Emma Kopf (* 24. März 1883 in Posen; † 9. April 1954 in Düsseldorf), Tochter des Geheimen Sekretärs Karl Kopf und dessen Ehefrau Klara Schallert, in Berlin.

## Leben
Erbach absolvierte Ostern 1900 das Abitur am Realgymnasium Düsseldorf, gefolgt von praktischer Arbeit auf der AG Weser Werft in Bremen und einem Studium des Schiffbaus an den Technischen Hochschulen Berlin und München.
Von Oktober 1904 bis Oktober 1905 unterbrach er das Studium, um seinem Militärdienst als Unteroffizier im Feldartillerie-Regiment 44 in Trier nachzukommen.
Sein Diplom schloss er 1907 an der TH Berlin ab. Von 1907 bis 1924 war er als Konstrukteur, Oberingenieur und stellvertretender Schiffbaudirektor bei der Friedrich Krupp Germaniawerft in Kiel tätig. Während des Ersten Weltkriegs leitete Erbach das U-Boot-Schiffbaubüro der Werft und war an der Entwicklung von Handels-U-Booten wie der Deutschland beteiligt, die 1916 die britische Blockade durchbrach und dabei internationale Aufmerksamkeit erlangte.
Neben seiner Expertise im U-Bootbau widmete sich Erbach dem Segelschiffbau und entwarf unter anderem die Fünfmast-Rahschoner für die Reederei F.A. Vinnen sowie die Viermastbark „Magdalene Vinnen“, die später als Segelschulschiff „Sedov“ berühmt wurde und bis heute aktiv ist.
Ab 1924 wechselte er in gleicher Stellung zur Deutsche Werke AG in Kiel, wo er bis 1926 blieb.
Bereits 1924 promovierte Erbach an der Technische Hochschule Danzig mit einer Arbeit über den Segelschiffbau und wurde dort 1927 zum ordentlichen Professor für Schiffbau berufen. In den 1930er Jahren konstruierte er zudem Luxusyachten, darunter die „Nimet Allah“. Bis zum Kriegsende 1945 lehrte er das Entwerfen von Schiffen und Theorie des Schiffes, wobei er sich insbesondere mit Sicherheit und Formgebung von Seeschiffen befasste. Er war zudem Fachmitglied der Schiffbautechnischen Gesellschaft und förderte die historische Forschung im Schiffbau.
Während seiner Zeit in Danzig lebte er in seiner Villa Am Wächterberg 15 (heute Ul.Podhalnska 15). Als er Danzig kriegsbedingt verlassen musste, ging er zurück in seine Heimat nach Düsseldorf. Ab 1956 wirkte Erbach als Emeritus der TH Aachen.

## Sonstiges
Rudolf Erbach war zeitweise Mitglied im Stahlhelm, Bund der Frontsoldaten und wurde mit dem Verdienstkreuz für Kriegshilfe ausgezeichnet.